# 아키나카노역
아키나카노역(일본어: 安芸中野駅 아키나카노에키[*])은 일본 히로시마현 히로시마시 아키구에 있는 서일본 여객철도 산요 본선의 역이다. 섬식 승강장 2면 3선의 구조를 가진 지상역이다.

## 타는 곳
| 플랫폼 | 노선        | 방향   | 행선지                   | 비고           |
| ------ | ----------- | ------ | ------------------------ | -------------- |
| 1      | ■ 산요 본선 | 상행선 | 사이조 · 미하라 방면     |                |
| 2      | ■ 산요 본선 | 상행선 | 사이조 · 미하라 방면     | 이 일부 열차만 |
| 2      | ■ 산요 본선 | 하행선 | 히로시마 · 이와쿠니 방면 | 이 일부 열차만 |
| 3      | ■ 산요 본선 | 하행선 | 히로시마 · 이와쿠니 방면 |                |

## 이용 현황

### 1968년 ~ 1978년
| 연도   | 하루 평균 승차 인원 | 매년 총수 | 정기권 총수 | 보통권 총수 |
| 1968년 | 1,257.4             | 917,917   | 751,516     | 166,401     |
| 1969년 | 1,262.9             | 921,914   | 714,558     | 207,356     |
| 1970년 | 1,352.7             | 987,466   | 744,874     | 242,592     |
| 1971년 | 1,506.6             | 1,102,840 | 804,736     | 298,104     |
| 1972년 | 1,687.9             | 1,232,140 | 858,028     | 374,112     |
| 1973년 | 2,010.3             | 1,467,494 | 1,010,174   | 457,320     |
| 1974년 | 2,297.9             | 1,677,470 | 1,165,790   | 511,680     |
| 1975년 | 2358.8              | 1,726,652 | 1,190,500   | 536,152     |
| 1976년 | 2,642.3             | 1,928,885 | 1,373,742   | 555,143     |
| 1977년 | 2,620.5             | 1,912,991 | 1,319,550   | 593,441     |
| 1978년 | 2,615.6             | 1,909,423 | 1,317,940   | 591,483     |
| ------ | ------------------- | --------- | ----------- | ----------- |

### 1979년 ~ 2010년
| 연도   | 하루 평균 승차 인원 |
| 1979년 | 2,760               |
| 1980년 | 2,897               |
| 1981년 | 2,990               |
| 1982년 | 3,035               |
| 1983년 | 3,275               |
| 1984년 | 3,576               |
| 1985년 | 3,873               |
| 1986년 | 3,965               |
| 1987년 | 4,191               |
| 1988년 | 4,444               |
| 1989년 | 3,535               |
| 1990년 | 3,316               |
| 1991년 | 3,400               |
| 1992년 | 3,408               |
| 1993년 | 3,380               |
| 1994년 | 3,380               |
| 1995년 | 3,317               |
| 1996년 | 3,322               |
| 1997년 | 3,186               |
| 1998년 | 3,086               |
| 1999년 | 2,964               |
| 2000년 | 2,907               |
| 2001년 | 2,861               |
| 2002년 | 2,847               |
| 2003년 | 2,908               |
| 2004년 | 2,976               |
| 2005년 | 3,005               |
| 2006년 | 3,023               |
| 2007년 | 3,061               |
| 2008년 | 3,028               |
| 2009년 | 2,924               |
| 2010년 | 2,915               |
| ------ | ------------------- |

## 역 주변
- 국도 제2호선
- 히로시마 은행 ATM
- 세노카와 병원
- 히가시히로시마 바이패스 나카노 IC
- 아키 구청 나카노 출장소
- 아키 구 스포츠 센터
- 다카키 베이커리 본사 공장
- 히로시마 아동 전문학교

## 역사
- 1917년 7월 13일 : 나카노 신호장(일본어: 中野信号場)으로 개설.
- 1920년 8월 15일 : 역으로 승격. 아키나카노역으로 개업.
- 1987년 4월 1일 : 민영화에 의해, 서일본 여객철도로 이관.

## 인접 정차역
| 서일본 여객철도 산요 본선 | 서일본 여객철도 산요 본선 | 서일본 여객철도 산요 본선 |
| ------------------------- | ------------------------- | ------------------------- |
| 나카노히가시 고베 방면    | ■ 산요 본선               | 가이타이치 모지 방면      |